# 2ちゃんねる用語
- 2ちゃんねる > 2ちゃんねる用語
- スラング > インターネットスラング > 2ちゃんねる用語

2ちゃんねる用語（にちゃんねるようご）とは、インターネットスラングの一種。インターネットスラングのうち、巨大ネット掲示板群である2ちゃんねる（現・5ちゃんねる）内などで発祥し、同掲示板内において頻繁に使用されるに至ったものの一群である。略して「2ちゃん語」と呼ばれることもある。
もっぱら2ちゃんねらー同士の“業界用語”的な隠語として使用されていた。

## 概説
2ちゃんねる内における共通理解語として多くのユーザー（2ちゃんねらー）に認知され、2ちゃんねる内で広く流布するに至った用語が2ちゃんねる用語として確立する。 2ちゃんねる用語は「2典」（および後継の「2典Plus」。2014年に閉鎖。）に登録され、用例のほとんど無くなった死語も掲載されていたものの、3000語ほどが登録されていた。
2ちゃんねる用語とされるものの中には「あやしいわーるど」や「あめぞう」といった他所のウェブサイトで流行している用語をそのまま借用していたり、パソコン通信時代から引き継がれた事例も少なくない。一般の流行語よりも遙かに偶発的な発生の仕方をすることが多く、すぐに死語と化した言葉も多い。
あくまでも隠語と考えられ、2ちゃんねる外で2ちゃんねる用語を使用する行為は2ちゃんねるユーザー自身からも嫌われる傾向にある。2ちゃんねる内部でのコミュニケーションのあり方は、法学者の白田秀彰・社会学者の北田暁大・鈴木謙介など複数の論者から儀礼的・形式主義的なものであると指摘され、2ちゃんねる用語という独特の隠語の使用はそれをよく表したものと論じられる。
特定のコミュニティにおいて内部でのみ通用しうる独特のコミュニケーション様式を採用することによって、自身がその共同体に帰属することを確認しあうという現象は2ちゃんねるに限らず頻繁に見受けられるもので、例えば思春期前後の少女が年長者には判読しがたい丸文字・ギャル文字といった特殊文字を使用することと構造的には同じといえる。
2010年代になると、新聞社ニュースサイトのタイトルの2ちゃんねる化が激しいと言われるような状況となった。2017年には2ちゃんねるの「なんでも実況J板」で2008年ごろに発祥した「ンゴ」（語尾に用いる）が女子大生を中心に流行語になった。なお、用法としてはドミンゴ・グスマン選手を揶揄する語源から考えられるものから大きく逸れ、単に語尾の響きが面白いということで使われていると見られ、このような流行についても2ちゃんねらー（広めた張本人達の「なんでも実況J板」のユーザーは特に「なんJ民」と呼ばれる）は反発する向きが強い。

## 2ちゃんねる用語の分類
評論家の鈴木淳史は、2ちゃんねる用語を以下の4つに分類している。
当て字
「空気読め」を「空気嫁」と表記するように、誤変換した単語をそのまま修正せずに使用するものや、「雰囲気」を「ふいんき（←なぜか変換できない）」と表記するように、誤解に基づく表記をあえて使用するもの。後者のケースは、「雰囲気（ふんいき）」のことを「ふいんき」と誤って覚えていた者の書き込みが面白半分に模倣されて拡散した例である。
促音と長音の法則
「まったり」を「マターリ」のように表記するもの。すなわち、元の単語の促音（「っ」「ッ」）を消去し、代わりに元の位置の一文字後のところに長音（「ー」）を配置させる。場に弛緩した雰囲気を形成する効果がある。
類似したカナの使用
「ン」と「ソ」、「シ」と「ツ」のように、視覚的に類似した別の文字を代用として使用する。例えば魅力を感じるキャラクターなどに使う接尾語の「〜タン」を「〜タソ」と表記するなどの例がある。
省略
「無理っぽい」を「無理ぽ」と表記するように一部を省略するもの。他にも命令文において「寝ろ」を「寝れ」、「食べろ」を「食べれ」のように表記する例があるが、これらは日本語の動詞での命令形の文法規則において、本来であれば上一段活用や下一段活用のルールを適用すべき場合であるにもかかわらずすべて五段活用の規則で代用してしまうという省略が行われると解釈することができる。